# Creepshow
Creepshow är en amerikansk skräckfilm från 1982 i regi av George A. Romero med bland annat Leslie Nielsen, Viveca Lindfors och Stephen King i rollerna. Filmen hade Sverigepremiär den 31 mars 1983.
Filmen består av fem korta historier som är sammanvävda via serietidningen Creepshow: Fars dag, Jordy Verril dör ensam, Högvatten för Harry och Becky, Lådan under trappan och De kryper upp på dig.

## Handling

### Fars Dag (Father's Day)
För sju år sedan dödade Bedelia sin far, den gamle patriarken Nathan Grantham, med ett askfat på Fars dag när han tjatade på henne om sin fars dags-kaka. Släkten träffas efter det årligen på Fars dag för att äta middag, och nu väntar de bara på att Bedelia ska komma från sitt besök hos sin fars grav.

### Jordy Verril dör ensam (The lonesome death of Jordy Verrill)
Ute i sin ensamhet ser Jordy när en meteor slår ner på hans gård. Med den nyupptäckta meteoren tror Jordy att den lokala skolan ska betala tillräckligt mycket så han kan betala av sina banklån. Istället börjar meteoren att vakna till liv och organismen i den börjar att växa och bara fortsätter att växa...

### Högvatten för Harry och Becky (Something to tide you over)
Richard Vickers, en mycket förmögen man, bor i ett hus vid stranden tillsammans med sin vackra hustru Becky. När Richard får reda på att Becky är otrogen med Harry Wentworth bestämmer sig Richard för att hämnas. Så han begraver dem på varsitt håll på stranden med bara huvudet ovanför ytan. Båda får en TV framför sig så de kan se den andre när högvattnet kommer för att dränka dem. Richard har återvänt hem igen i tron att han har gjort sig av med de älskande för alltid...

### Lådan under trappan (The crate)
En låda som står under en trappa på ett college framväcker viss förundran. Om lådan öppnas befrias ett farligt monster, och skolans professor Henry Northrup ser varelsen som en befrielse att kunna bli av med sin berusade och ouppfostrade hustru Wilma.

### De kryper upp på dig (They're creeping up on you!)
Den egocentriske miljonären Upson Pratt är en grym och hänsynslös affärsman som lever i en tillsluten lägenhet och som lider av en fruktansvärd bacillskräck. Hans renlighetsmani och steriliserade tillvaro har gått alldeles för långt och en dag får Upson uppleva sin värsta mardröm.

## Om filmen
Filmen är inspelad på olika platser runtomkring i Pennsylvania, bland annat i Pittsburgh, Monroeville och Philadelphia samt i Ocean County i delstaten New Jersey.

## Rollista (i urval)
- Hal Holbrook - Henry Northrup
- Adrienne Barbeau - Wilma Northrup
- Fritz Weaver - Dexter Stanley
- Leslie Nielsen - Richard Vickers
- Carrie Nye - Sylvia Grantham
- E.G. Marshall - Upson Pratt
- Viveca Lindfors - Bedelia
- Ed Harris - Hank Blaine
- Ted Danson - Harry Wentworth
- Stephen King - Jordy Verrill